# Domenico Monegario
Domenico Monegario var den 6. Doge i Venedig (756–764), som blev valgt med støtte fra den langobardiske konge Desiderius. For at fastholde det nødvendige gode forhold til Byzans og frankerne, blev der hvert år valgt to tribuner for at begrænse hertugens magt. Domenico blev fornærmet over disse begrænsninger og han blev fjernet efter 8 år ved magten. 
Under hans regeringstid skiftede venetianerne fra at være fiskere til at være sejlende handelsfolk, med vovefulde rejser så langt bort som til de ioniske øer og Levanten. Skibsbygningen blev forbedret for at lave stærkere og hurtigere skibe. Venedigs velstand steg med handelen og byen fik den middelalderlige karakter, som den beholdt i 1000 år. Da pave Paul 1. forlangte gaver fra Venedig til Pavestaten, blev doge Monegario afsat, blindet og sendt i eksil, ligesom hans to forgængere. 
Efternavnet Monegario kan være afledt af monegarium, dvs. broder eller munk, eller fra monetarium, dvs. en møntmager. 